# POLYPLUS (バンド)
POLYPLUS（ポリプラス）は日本のジャズクラブミュージック器楽曲セッションバンドである。

## 略歴
第1期
2014年4月、サクソフォーンのTSUUJII(Calmera)とドラムのYOSHIAKI(175R)が渋谷のストリートセッションで出会い意気投合。2人を中心にベースのYUKI(from JABBERLOOP)、キーボードの MELTEN(from JABBERLOOP/fox capture plan)、ギターのGotti(from NEIGHBORS COMPLAIN)が集結。
メンバー各々がそれぞれのメインバンドで活動する中、“フロアを躍らせるセッション”を合言葉にその場の空気と集う人々のテンションに合わせ自由に音を紡いでいく“セッション”を大切にし、時にクールに、時にハイテンションに、ジャンルやカテゴリを越えたダンサブルサウンドを展開。高い演奏力とフロアを巻き込む空気感で観る者を魅了し、躍らせ、着実に支持を拡大。
第2期
2018年結成4年目に突入し、4月1日告知解禁と同時にシングル "release" を配信、10日後にはタワーレコード限定でCDを発売し、発売日にはタワレコジャズランキング第1位、総合ランキング第3位にランクインし大きな話題をさらった。そしてこのタイミングでメインバンドの活動に専念するためにGottiが離脱を決意。
第3期
2018年8月の横浜グラスルーツ公演を皮切りにライブ活動を再開。その後9月にはデビューアルバム "debut" をリリース。 iTunesジャズアルバムランキング第1位を獲得。タワレコ冊子『JAZZ THE STARS』や、国内屈指のジャズ専門誌『JaZZ JAPAN』の表紙を飾り『JaZZ JAPAN AWARD 2018 アルバム・オブ・ザ・イヤー ニュー・スター部門』を受賞。更に翌年2019年9月には配信限定シングル "next" をリリース。リード曲 "quarter" がiTunesジャズソングランキング第1位を獲得。そんな中、数ヶ月に渡り会話を重ねた末のYOSHIAKIの離脱を発表。
第4期(現在)
ここから更に刺激的かつ自由な活動スタンスと音で歩みを止めない決意をし、初の東名阪ツアー POLYPLUS "party for the next" TOUR を開催。サポートドラマーに松本誠治(from the telephones / Migimimi sleep tight 他)と、ユナ(from CHAI)、そしてサポートギタリストに橋本孝太を迎えた。

## メンバー
- TSUUJII(ツージー)
  - サクソフォーン担当。Calmeraにも所属。
- YUKI(ユウキ)
  - ベース担当。JABBERLOOPにも所属。
- MELTEN(メルテン)
  - ピアノ・キーボード担当。
  - JABBERLOOPにも所属。
  - fox capture planリーダー。
- Gotti(ゴッチ)ギター担当。
  - Neighbors Complainにも所属。

### 旧メンバー
- YOSHIAKI(ヨシアキ)ドラム担当。
  - 175Rにも所属(2019年脱退)。

### サポートメンバー・ゲスト参加メンバー
- 橋本孝太(ギタリスト)
- 小野瀬雅生(ギタリスト。クレイジーケンバンド所属)
- 松本誠治(ドラマー。the telephones所属)
- ユナ(ドラマー。CHAI所属)
- 横田誓哉(ドラマー。BLACK BOTTOM BRASS BAND所属)

## 受賞歴等
- 初音源タワーレコード限定CD ”release” 発売日タワレコジャズランキング第1位、総合ランキング第3位 獲得(2018)
- デビューアルバム "debut" iTunesジャズアルバムランキング第1位 獲得(2018)
- デビューアルバム ”debut” JAZZ JAPAN AWARD 2018 アルバム・オブ・ザ・イヤー ニュー・スター部門 受賞(2018)
- 配信限定シングル "next" リード曲「quarter」iTunesジャズソングランキング第1位 獲得(2019)